# ألكسندر بيتروفيتش (لاعب كرة قدم)
ألكسندر بيتروفيتش (22 مارس 1983 ببلغراد في صربيا - ) هو لاعب كرة قدم صربي في مركز الدفاع. لعب مع جونبك هيونداي موتورز ونادي بارتيزان ونادي بترولول بلويشتي ونادي تشوكاريتشكي وكونكورديا كياجنا ونادي فودوفاك ‏ والنادي الوطني لسبيش ‏ ودينامو بانتشيفو وFK Teleoptik ‏ ونادي سميديريفو ‏ وتشونام دراغونز وبوراتس تشاتشاك ‏ وبولي تيميشوارا ‏.

## وصلات خارجية
- ألكسندر بيتروفيتش (لاعب كرة قدم) على موقع دوري كوريا الجنوبية (الإنجليزية)
- ألكسندر بيتروفيتش (لاعب كرة قدم) على موقع قاعدة بيانات كرة القدم.إي يو (الإنجليزية)
- ألكسندر بيتروفيتش (لاعب كرة قدم) على موقع Soccerway.com (الإنجليزية)
- ألكسندر بيتروفيتش (لاعب كرة قدم) على موقع عالم كرة القدم.نت (الإنجليزية)